# Врата жизни и смерти
«Врата жизни и смерти» (кит. трад. 生死門, палл. Шэн сы мэнь) — фильм с боевыми искусствами. Картина также встречается под названиями «Игра на жизнь» и «Жизнь игрока» (англ. Life Gamble).

## Сюжет
Запутанная история об украденном куске нефрита, первоначально украденным четырьмя ворами, который впоследствии попадает в руки игрока по имени Кайюань, также известного как Золотой Лев, и его телохранителя Юнь Сяна, эксперта по метанию ножей. Многие люди хотят заполучить ценный камень от Кайюаня по различным причинам (чтобы разбогатеть или вернуть его своему владельцу), в частности, мошенница Пэн Шуаншуан и её помощники, желающие разыграть камень в небольшой гостинице Мо Цзюньфэна, а также Сяо Цян и её подручный Сяо Тан и Янь Цзыфэй; ранее Сяо Тан и Сяо Цян предложили сразиться на дуэли с Цзыфеем, чтобы одолеть его новую технику меча, и если Цзыфей проиграет, то потеряет руку. Меч был изготовлен кузнецом Цю Цзыюем, которые ранее делал оружие для многих знатоков кунг-фу, а оплату брал уроками от этих мастеров-заказчиков, поэтому и сам Цзыюй разбирается в различных техниках боя. Тем не менее, он отошёл от дел после того, как Янь Цзыфэй использовал свою новую технику, чтобы убить кузнеца.
Цзифэй действительно лишился руки и жил бродягой, пока не услышал о нефрите, поэтому он пошёл кузнецу, чтобы извиниться и сделать заказ на новое оружие на замену руки, но Цзыюй отказал. Пэн Шуаншуан и Мо Цзюньфэн предлагают цену Кайюаню за нефрит (по сути, отказаться от камня или умереть), но, услышав это, Юнь Сян вызывает на бой Цзюньфэна, тоже эксперта по ножам, закончившийся вничью из-за вмешательства Кайюаня. Тан и Шуаншуан встречаются наедине, но девушка соблазняет и убивает его. Главный инспектор и его дочь, Сяо Юньхун, прибывают на место и делают предположение, что Шуаншуан может быть оправдана, и это была самооборона, если она поможет проникнуть Юньхун на встречу по азартным играм. Дочь инспектора отправляется под прикрытием в качестве горничной в дом Кайюаня, где привлекает внимание Сяна, что заставляет последнего задуматься о смене образа жизни.
Цзюньфэн подходит к Цзыюю с просьбой сделать больше ножей, но тот отказывает, из-за чего Цзюньфэн в бешенстве нападает на кузнеца. Цзыюй уворачивается от всех ножей противника и уничтожает их, тем самым разоружив Цзюньфэна. При этом У Хао спрашивает у кузнеца, почему у него есть инструменты для создания оружия и при этом он убивает банду головорезов, пришедших к Цзыюю с заказами за оружием. Наконец, приходит представитель знати Нань Юй и объясняет, что он глава эскорта, потерявшего нефрит, и просит помочь кузнеца вернуть потерянное сокровище. Тот соглашается и заключает сделку с двумя бывшими соперниками: кузнец сделает железную руку с дротиками для Цзыфэя и новые ножи для Цзюньфэна, если те помогут ему и будут жить честно. В этот момент все устремляются к Кайюаню за нефритом: Шуаншуан, Цзюньфэн, Цзыюй, Цзыфэй, Цян, а также Юньхун и Сян тоже прибывают на место, а капитан полиции ожидает в гостинице.
Каждый приходит, и четыре вора погибают благодаря приспособлению для азартной игры Кайюаня. Цзыюй играет с Кайюанем на нефрит — в случае победы получает нефрит, проигрыша — отдаёт свою жизнь. Цзыюй играет так, что Кайюань умрёт при любом исходе. Кайюань предпринимает попытку сбежать, но погибает от дротиков из руки Цзыфэя, который присваивает камень себе и угрожает убить любого. Цзюньфэн хочет задержать Цзыфэя, но тот ловит его ножи новой рукой и убивает Сяо Цяна. Цзыфэй пытается выстрелить ещё одним дротиком, но происходит разрыв, и он погибает, поскольку Цзыюй так спроектировал «руку», что она нуждается в перезарядке после каждых четырёх выпущенных дротиков или она обернётся против владельца. Затем Цзюньфэн и Сян вдаются в ещё один поединок на ножах, чтобы разрешить предыдущую ничью. Дуэль заканчивается близится к прошлому исходу, пока Сян не бросает магнитный нож для перехвата ножей соперника и убивает его. Кузнец пытается дать камень Сяну и Юньхун, чтобы те передали его полиции, но Шуаншуан берёт Юньхун в заложники и сбегает. Цзыюй следует за ней в гостиницу, а Сян отправляется приглядеть за Юньхун.
Нефрит у Шуаншан, но его незаметно крадёт вор на лестнице. Её убивает ниндзя-убийца, который не находит нефрит и убегает. Кузнец убеждает вора отдать ценный камень и намеревается вернуть его владельцу эскорта. Полицейский, Юньхун и Сян ищут нефрит. Побеседовав с вором, полицейский просит его найти кузнеца, объяснив это тем, что эскорт устроил для него ловушку. Цзыюй встречает Нань Юя с эскортом, но попадает в засаду и получает ранение, как и планировал Юй, который ищет способ развеять слухи об украденном нефрите, способные навредить его делу и репутации, поскольку потеря эскортом нефрита — провал миссии эскорта. Вор возвращается к Сяну, отслеживающему эскорт, но Цзыюя спасти не удаётся. Юнь Сян расправляется с Юем и его людьми и возвращает нефритовый камень полиции.

## Создатели
| Актёры \| Актёр \| Персонаж \| \| ------------------ \| ------------------------------ \| \| Александр Фу Шэн \| Юнь Сян \| \| Филип Куок[англ.] \| Цю Цзыюй, кузнец \| \| Ло Ман[англ.] \| Мо Цзюньфэн \| \| Ли Иминь \| Нань Юй \| \| Линь Чжэньци[кит.] \| Сяо Цян \| \| Ширли Ю[англ.] \| Пэн Шуаншуан \| \| Лю Хуэйлин \| Чэнь Люсян \| \| Ку Фэн \| Сяо Цзыцзин, старший инспектор \| \| Джонни Ван[англ.] \| Мао Кайюань \| \| Кара Хуэй \| Сяо Юньхун \| \| Брюс Тхон \| У Хао \| \| Лу Фэн \| Янь Цзыфэй \| \| Цзян Шэн[англ.] \| Сяо Тан \| \| Дик Вэй \| Цзинь Ба \| \| Сунь Шупэй \| Чэн Чжанпо \| \| Лам Файвон \| Цуй \| | Съёмочная группа - Компания: Shaw Brothers - Продюсер: Шао Ифу - Режиссёр: Чжан Чэ - Сценарист: Ни Куан, Чжан Чэ - Ассистент режиссёра: Цзян Шэн - Координаторы боёв: Лён Тин, Лу Фэн - Художник по костюмам: Лю Цзию - Режиссёр монтажа: Цзян Синлун - Оператор: Гун Мудо - Композитор: Фрэнки Чань |
| Актёр | Персонаж |
| Александр Фу Шэн | Юнь Сян |
| Филип Куок | Цю Цзыюй, кузнец |
| Ло Ман | Мо Цзюньфэн |
| Ли Иминь | Нань Юй |
| Линь Чжэньци | Сяо Цян |
| Ширли Ю | Пэн Шуаншуан |
| Лю Хуэйлин | Чэнь Люсян |
| Ку Фэн | Сяо Цзыцзин, старший инспектор |
| Джонни Ван | Мао Кайюань |
| Кара Хуэй | Сяо Юньхун |
| Брюс Тхон | У Хао |
| Лу Фэн | Янь Цзыфэй |
| Цзян Шэн | Сяо Тан |
| Дик Вэй | Цзинь Ба |
| Сунь Шупэй | Чэн Чжанпо |
| Лам Файвон | Цуй |

## Кинопрокат в Гонконге
Премьера фильма состоялась 22 февраля 1979 года. За девять дней домашнего кинопроката «Врата жизни и смерти» собрали 1 228 770,50 HK$.

## Реакция
Реакция кинокритиков на фильм неоднозначная.

## Ремейк
Чжан Чэ снял ремейк под названием «Hidden Hero» (1990).